# Římskokatolická farnost Chanovice
Římskokatolická farnost Chanovice je územním společenstvím římských katolíků v rámci sušicko-nepomuckého vikariátu českobudějovické diecéze.

## O farnosti

### Historie
Plebánie byla v Chanovicích zřízena v roce 1357. Místní duchovní správa v pozdější době zanikla a Chanovice byly postupně filiálkou několika okolních farností, naposledy Velkého Boru. K obnovení samostatné farnosti došlo v roce 1751 a téhož roku začaly být vedeny matriky. Kostel byl postaven v letech 1751–1761. Ve 20. století přestal být do farnosti ustanovován sídelní kněz.

### Současnost
Farnost Chanovice je součástí kollatury farnosti Horažďovice, odkud je vykonávána její duchovní správa.
| Kostel                    | Místo     | Bohoslužba     | Bohoslužba | Poznámka     |
| ------------------------- | --------- | -------------- | ---------- | ------------ |
| Kostel Povýšení sv. Kříže | Chanovice | neděle čtvrtek | 8.00 17.00 | farní kostel |